# Nonacris nigriventris
Nonacris nigriventris är en tvåvingeart som beskrevs av Günther Enderlein 1921. Nonacris nigriventris ingår i släktet Nonacris och familjen vapenflugor. Inga underarter finns listade i Catalogue of Life.